# 처녀지 개간 운동

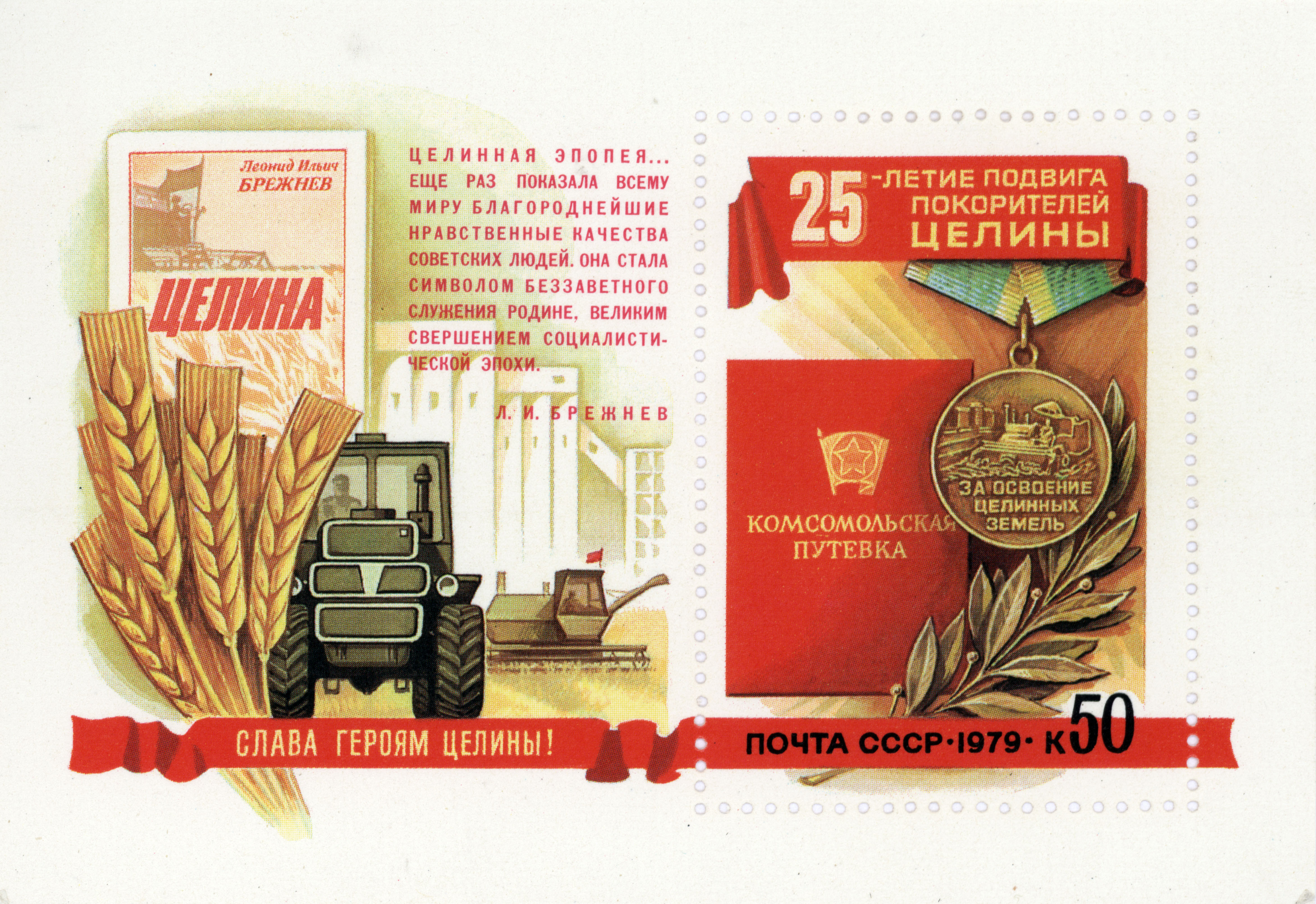
처녀지 개간 운동 25주년을 기념하는 1979년 소련의 우표.

처녀지 개간 운동(러시아어: Освое́ние целины́ 오스보예니예 첼리니[*])은 1953년 니키타 흐루쇼프가 소련 인민들을 괴롭히던 식량난을 해결하기 위해 소련의 농업 생산량을 극적으로 늘리려 한 계획이었다. 볼가강 우안, 캅카스 북부, 시베리아 서부, 카자흐스탄 북부에서 진행되었다. 하지만 성공하지 못했다.

## 기념
- 1969년 6월 13일, 소련의 천문학자 타마라 스미르노바가 발견한 소행성체에는 처녀지 개간 운동 25주년을 기념하기 위하여 2111 체리나라는 이름이 붙여졌다.[1]
- 영화 《The First Echelon》(1955), 《Ivan Brovkin on the State Farm》(1959).
- 소련의 정치인 레오니트 브레즈네프의 회고록 시리즈 삼부작 중 세 번째 책의 주제였다(정부 소속 언론인이 썼을 가능성이 가장 높다).

## 같이 보기
- 소련의 농업
- 대약진 운동
- 솝호스
- 탕가니카 땅콩 계획
- 2,5000
- 카자흐스탄의 국가
- 히트 (1963년 영화)
- 옥수수